# Rezolucja Rady Bezpieczeństwa ONZ nr 281
Rezolucja Rady Bezpieczeństwa ONZ nr 281 została przyjęta jednomyślnie 9 czerwca 1970 r.
Rada potwierdziła swoje poprzednie rezolucje w kwestii cypryjskiej oraz przedłużyła mandat Sił Pokojowych ONZ na Cyprze na kolejne miesiące, do dnia 15 grudnia 1970 r.
Rada wezwała również wszystkie zaangażowane strony do dalszego działania z największą powściągliwością oraz pełną współpracę z siłami pokojowymi.